# Neufmoutiers-en-Brie
Neufmoutiers-en-Brie est une commune française située dans le département de Seine-et-Marne en région Île-de-France.

## Géographie

### Localisation
Le village est situé à 7 km au nord-est de Tournan-en-Brie et à 10 km au sud du Val d'Europe.

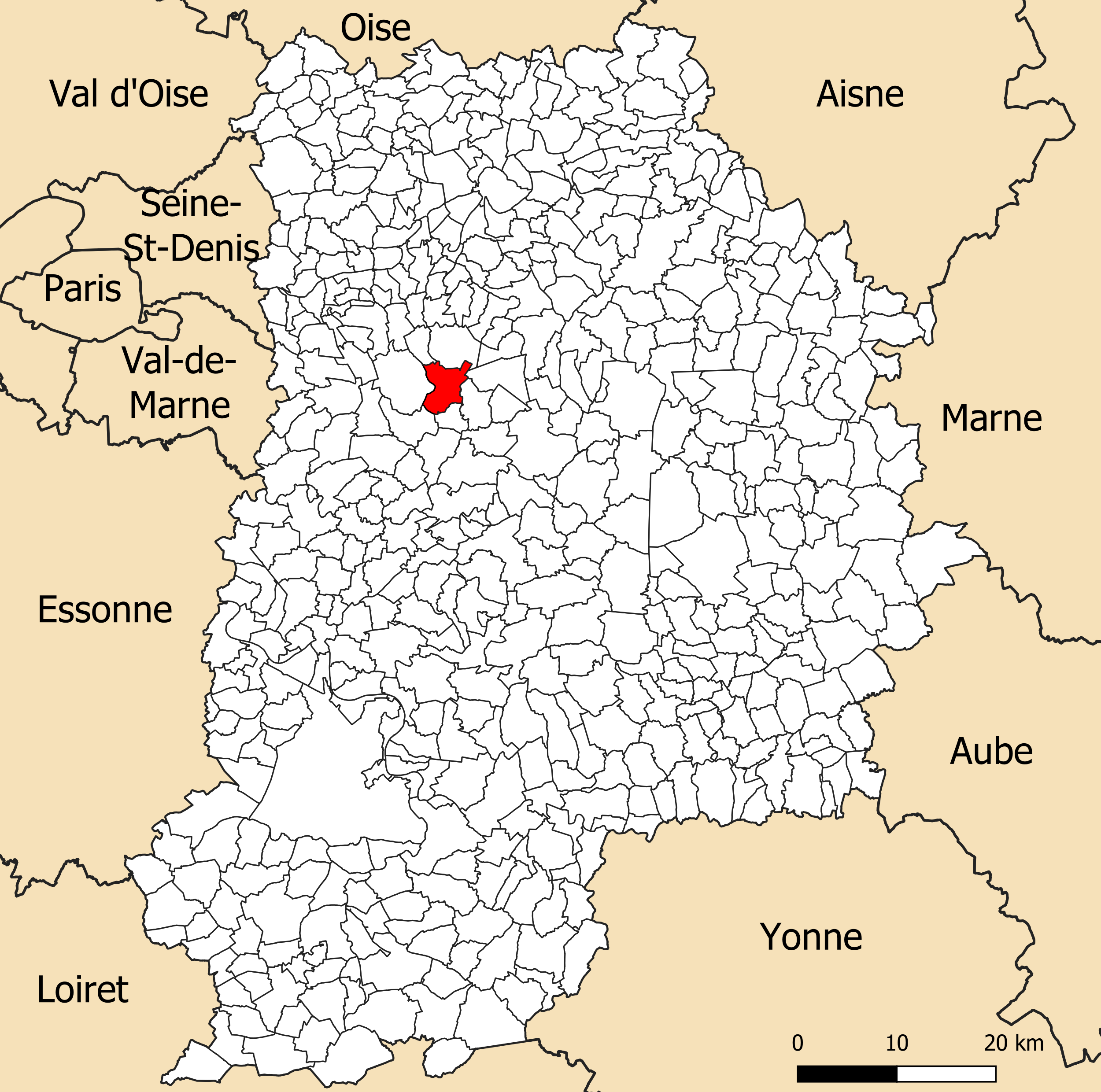
Localisation de la commune de Neufmoutiers-en-Brie dans le département de Seine-et-Marne

### Communes limitrophes

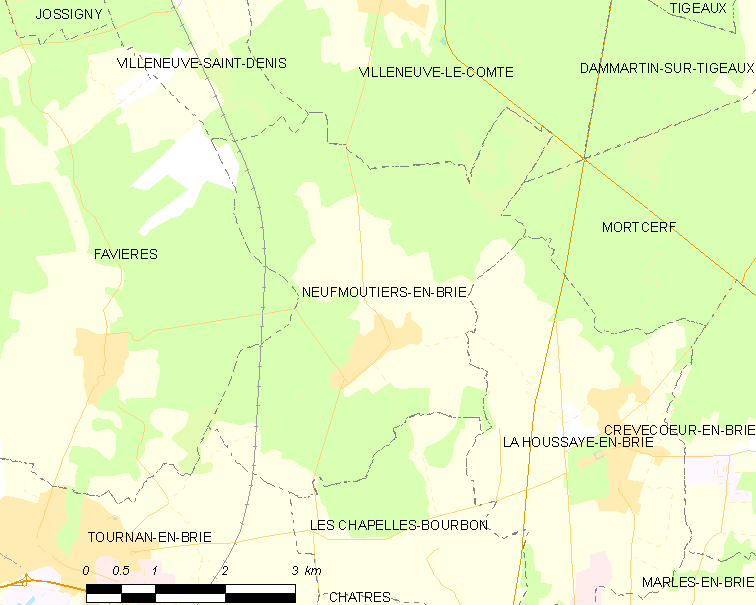
Carte des communes limitrophes de Neufmoutiers-en-Brie.

| Villeneuve-Saint-Denis | Villeneuve-le-Comte   | Mortcerf            |
| Favières               | Neufmoutiers-en-Brie  |                     |
| Tournan-en-Brie        | Les Chapelles-Bourbon | La Houssaye-en-Brie |

### Géologie et relief

#### Géologie
La plateforme structurale supérieure de la Brie est constituée par une couche de pierre de meulières datant du Sannoisien. L’exploitation de ces pierres de meulières a fourni un matériau de construction très utilisé dans la commune. La couche de meulières est surmontée par un manteau plus ou moins régulier de limons des plateaux qui sont constitués par des dépôts argilo-sableux fins et compacts d’une fertilité importante.
D'anciennes marnières étaient exploitées sur le territoire. L'extraction des meulières était liée au besoin de matériaux de construction, pour les habitations et les murs d'une part, et pour la construction des routes en essor aux XVIIIe siècle et XIXe siècle d'autre part.
Le territoire de la commune de Neufmoutiers-en-Brie fut inclus en 1984 dans un périmètre de recherches et d'exploitation pétrolières dit « Permis de La Marsange ». Le permis fut renouvelé en 1990 puis prolongé en 1995. Il fut repris en 1997 avec la concession de mines d'hydrocarbures liquides ou gazeux dite « Concession de Champrose ».
En 2010, un permis exclusif de recherches a été accordé à la société Poros SAS
, portant sur 459 km2 et valide jusqu'au 21 octobre 2015.

#### Relief
La superficie de la commune est de 1 590 hectares ; l'altitude varie entre 111 mètres au sud-ouest au niveau du ru des Boissières et 126 mètres sur le pont de la route de Favières franchissant la ligne TGV.
La commune s'étend sur un plateau au relief très peu marqué, traversé par la partie supérieure de la Marsange et divers rus. Ses paysages sont typiques de la Brie, marqués par une succession d'openfields (culture du blé, du maïs et de la betterave sucrière). Le territoire consiste en un vaste espace central défriché gagné sur la forêt primitive de la Brie, entouré de massifs forestiers denses au nord forêt de Crécy, à l'ouest (bois de Mandegris) et au sud (bois du Ménillet), et ouvert au sud-est vers La Houssaye-en-Brie et Les Chapelles-Bourbon. Les sols difficiles à drainer expliquent le défrichement tardif et partiel des terres, situées de plus en bordure du domaine royal et du comté de Champagne avant que la forêt ne devienne une réserve de chasse.

### Hydrographie

#### Réseau hydrographique

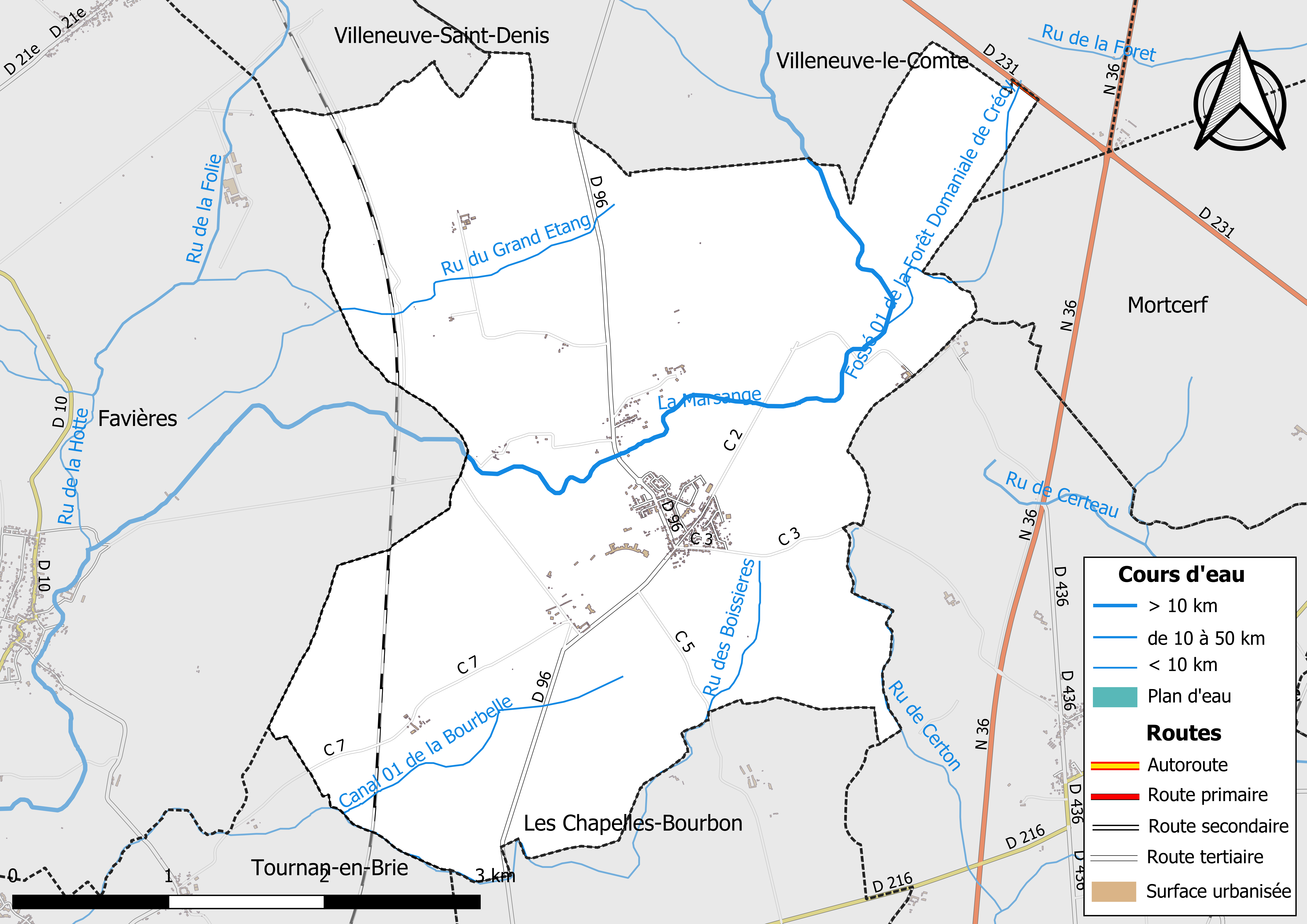
Carte des réseaux hydrographique et routier de Neufmoutiers-en-Brie.

Le territoire est situé en quasi-totalité sur le bassin versant de la Marsange au nord-ouest. La Marsange, longue de 30,39 km, affluent de l'Yerres en rive droite, également appelée ru de la Bonde puis ru Noir, entre sur le territoire communal au nord depuis Villeneuve-le-Comte et ressort à l'ouest vers Favières, en passant entre le village et le hameau des Trois Maisons.
Les affluents sont le ru du Grand étang, 3,08 km et le ru des Boissières, cours d'eau naturel et canal de 8,18 km.
Le fossé 01 de la Forêt Domaniale de Crécy, 2,31 km, conflue également avec la Marsange. La platitude et la nature du terrain expliquent la présence de très nombreux rus plus ou moins intermittents.
Le canal 01 de la Bourbelle, 2,16 km, conflue avec le ru  des Boissières.
Le bassin versant du Bréon ne concerne que le ru de Certon, 3,07 km, situé au sud-est à la limite de La Houssaye-en-Brie.
La longueur totale des  six cours d'eau référencés  sur la commune est de 12,88 km.
Le territoire est parsemé de petits plans d'eau, la plupart d'anciennes marnières.

#### Gestion des cours d'eau
Afin d’atteindre le bon état des eaux imposé par la Directive-cadre sur l'eau du 23 octobre 2000, plusieurs outils de gestion intégrée s’articulent à différentes échelles : le SDAGE, à l’échelle du bassin hydrographique, et le SAGE, à l’échelle locale. Ce dernier fixe les objectifs généraux d’utilisation, de mise en valeur et de protection quantitative et qualitative des ressources en eau superficielle et souterraine. Le département de Seine-et-Marne est couvert par six SAGE, au sein du bassin Seine-Normandie.
La commune fait partie du SAGE « Yerres », approuvé le 13 octobre 2011. Le territoire de ce SAGE correspond au bassin versant de l’Yerres, d'une superficie de 1 017 km2, parcouru par un réseau hydrographique de 450 kilomètres de long environ, répartis entre le cours de l’Yerres et ses affluents principaux que sont : le ru de l'Étang de Beuvron, la Visandre, l’Yvron, le Bréon, l’Avon, la Marsange, la Barbançonne, le Réveillon. Le pilotage et l’animation du SAGE sont assurés par le syndicat mixte pour l'assainissement et la gestion des eaux du bassin versant de l’Yerres (SYAGE), qualifié de « structure porteuse ».

### Climat
Pour des articles plus généraux, voir Climat de l'Île-de-France et Climat de Seine-et-Marne.
En 2010, le climat de la commune est de type climat océanique dégradé des plaines du Centre et du Nord, selon une étude du CNRS s'appuyant sur une série de données couvrant la période 1971-2000. En 2020, Météo-France publie une typologie des climats de la France métropolitaine dans laquelle la commune est exposée à un climat océanique altéré et est dans la région climatique Nord-est du bassin Parisien, caractérisée par un ensoleillement médiocre, une pluviométrie moyenne régulièrement répartie au cours de l’année et un hiver froid (3 °C).
Pour la période 1971-2000, la température annuelle moyenne est de 10,7 °C, avec une amplitude thermique annuelle de 15,2 °C. Le cumul annuel moyen de précipitations est de 730 mm, avec 11,2 jours de précipitations en janvier et 8,1 jours en juillet. Pour la période 1991-2020, la température moyenne annuelle observée sur la station météorologique la plus proche, située sur la commune de Mouroux à 16 km à vol d'oiseau, est de 11,3 °C et le cumul annuel moyen de précipitations est de 721,3 mm,. Pour l'avenir, les paramètres climatiques de la commune estimés pour 2050 selon différents scénarios d'émission de gaz à effet de serre sont consultables sur un site dédié publié par Météo-France en novembre 2022.

### Milieux naturels et biodiversité

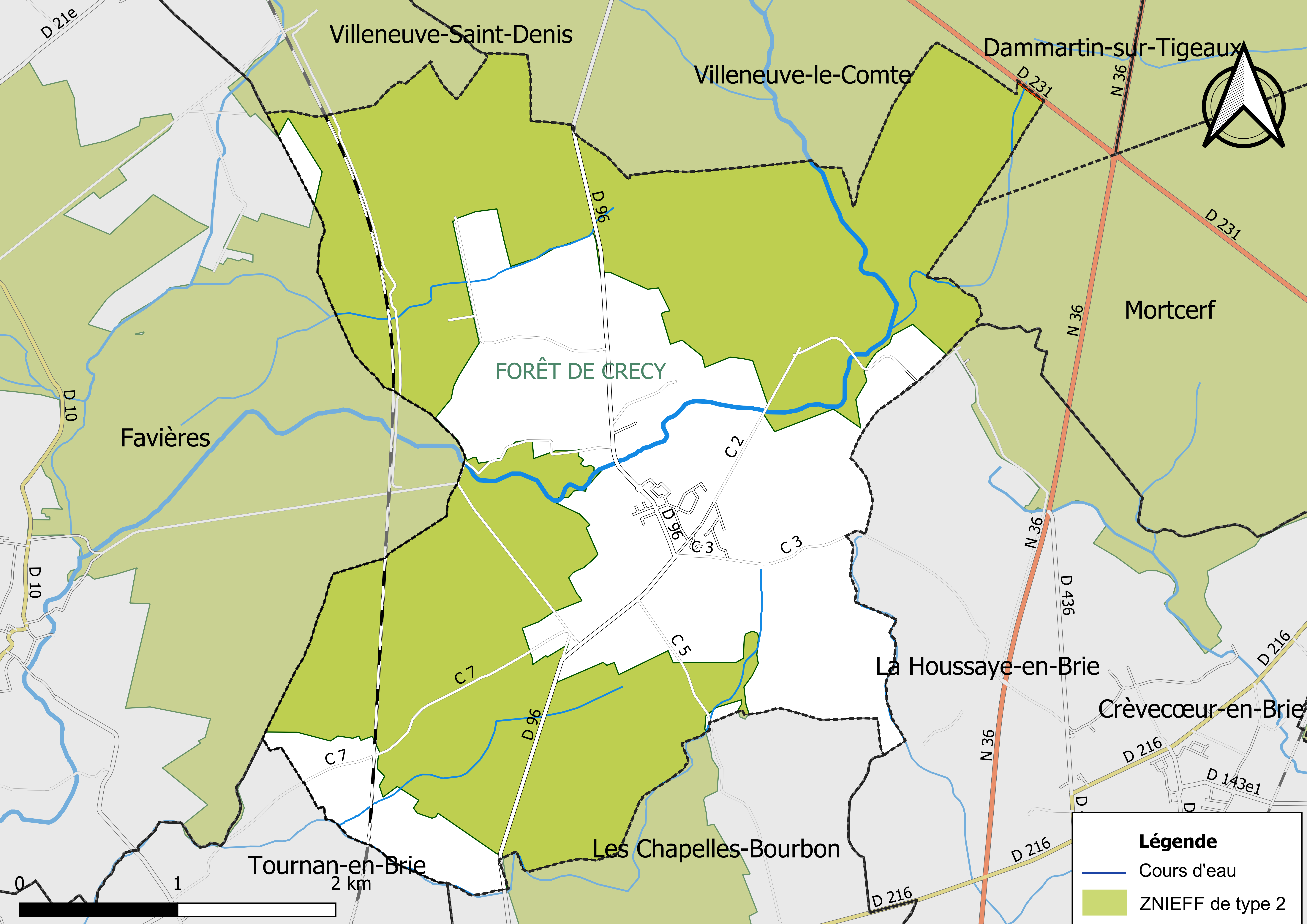
Carte des ZNIEFF de type 2 localisées sur la commune.

L’inventaire des zones naturelles d'intérêt écologique, faunistique et floristique (ZNIEFF) a pour objectif de réaliser une couverture des zones les plus intéressantes sur le plan écologique, essentiellement dans la perspective d’améliorer la connaissance du patrimoine naturel national et de fournir aux différents décideurs un outil d’aide à la prise en compte de l’environnement dans l’aménagement du territoire.
Le territoire communal de Neufmoutiers-en-Brie comprend une ZNIEFF de type 2,,, 
la « Forêt de Crécy » (6 897,74 ha), couvrant 17 communes du département.

## Urbanisme

### Typologie
Au 1er janvier 2024, Neufmoutiers-en-Brie est catégorisée bourg rural, selon la nouvelle grille communale de densité à sept niveaux définie par l'Insee en 2022.
Elle est située hors unité urbaine. Par ailleurs la commune fait partie de l'aire d'attraction de Paris, dont elle est une commune de la couronne,. Cette aire regroupe 1 929 communes,.

### Morphologie urbaine
Le village est demeuré historiquement de taille réduite, se limitant au XIXe siècle à l'église et une quinzaine d'habitations établies le long de la rue de l'Obélisque. La commune comptait plusieurs hameaux peu importants : la Bourbelle, les Trois Maisons, la Petite Fortelle, les Boutilliers, le Bois Breton. Les grandes fermes maillaient le territoire : les Égrefins (fortifiée, pigeonnier), les Grandes Pigeonnières, la Borne Blanche (fortifiée, disparue).
La construction du nouveau sanatorium-lycée des Lycéens par l'architecte Louis Sainsaulieu en 1955 à côté du château du Chemin (qui avait été transformé en sanatorium par une association d'anciens combattants) fut une étape importante dans la vie de la commune.
Le développement du village fut lent : au début de l'actuelle rue du Général-de-Gaulle avant 1950 et le long de la rue de l'Église vers 1960. L'évolution se ralentit ensuite dans les années 1970, avec l'installation de quelques pavillons dans la rue du Général-de-Gaulle. Les années 1980 ne connurent pas de réel développement. L'urbanisation du village eut lieu au début des années 1990, dans un contexte d'accroissement démographique en partie lié au développement du Val d'Europe et à l'installation de Disneyland Paris. Le premier lotissement situé entre la rue de l'Obélisque et la rue de Bellevue (rue des Bouleaux et rue des Saulnes) fut mis en œuvre en 1992 et achevé en 1994, instaurant une continuité entre le village et la ferme de Bellevue. Le second lotissement situé entre la rue du Général-de-Gaulle et la rue de l'Obélisque (rue des Fauvettes et rue des Mésanges) fut mis en œuvre en 1994 et terminé en 1997. Le troisième lotissement rue des Joncs fut construit en parallèle. Le dernier lotissement rue de la Moisson et rue de l'Épi fut construit en 2003.
L'urbanisation se fit également autour du hameau des Trois Maisons, avec l'établissement de pavillons, sans toutefois rejoindre le village situé sur l'autre rive de la Marsange.
La nouvelle population est essentiellement d'origine urbaine ou suburbaine à la recherche d'une meilleure qualité de vie. Le souci d'une gestion rigoureuse des sols en permettant une évolution harmonieuse du village tout en préservant son caractère rural.

### Lieux-dits et écarts
La commune compte 74 lieux-dits administratifs répertoriés consultables ici (source : le fichier Fantoir) dont les Trois Maisons, les Égrefins, le Bois Breton, les Pigeonnières, les Étisses, les Boutilliers, la Petite Fortelle, les Masselins, la Bourbelle, les Lycéens (centre médical spécialisé).

### Occupation des sols
L'occupation des sols de la commune, telle qu'elle ressort de la base de données européenne d’occupation biophysique des sols Corine Land Cover (CLC), est marquée par l'importance des forêts et milieux semi-naturels (64,4 % en 2018), une proportion identique à celle de 1990 (64,4 %). La répartition détaillée en 2018 est la suivante : 
forêts (56,4% ), terres arables (31,3% ), milieux à végétation arbustive et/ou herbacée (8% ), zones urbanisées (3,8% ), prairies (0,5 %).
Parallèlement, L'Institut Paris Région, agence d'urbanisme de la région Île-de-France, a mis en place un inventaire numérique de l'occupation du sol de l'Île-de-France, dénommé le MOS (Mode d'occupation du sol), actualisé régulièrement depuis sa première édition en 1982. Réalisé à partir de photos aériennes, le Mos distingue les espaces naturels, agricoles et forestiers mais aussi les espaces urbains (habitat, infrastructures, équipements, activités économiques, etc.) selon une classification pouvant aller jusqu'à 81 postes, différente de celle de Corine Land Cover,,. L'Institut met également à disposition des outils permettant de visualiser par photo aérienne l'évolution de l'occupation des sols de la commune entre 1949 et 2018.

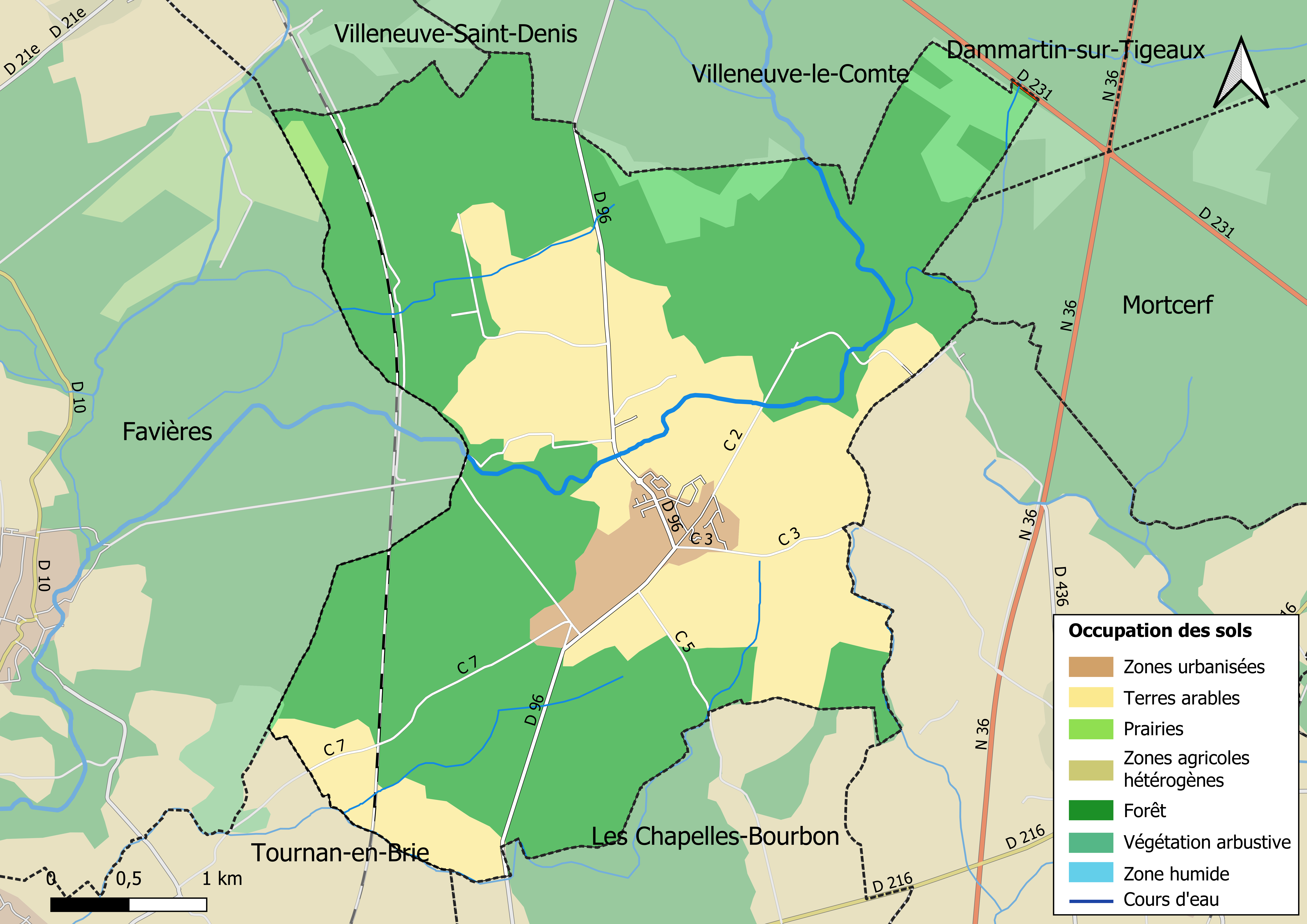
Carte des infrastructures et de l'occupation des sols en 2018 (CLC) de la commune.
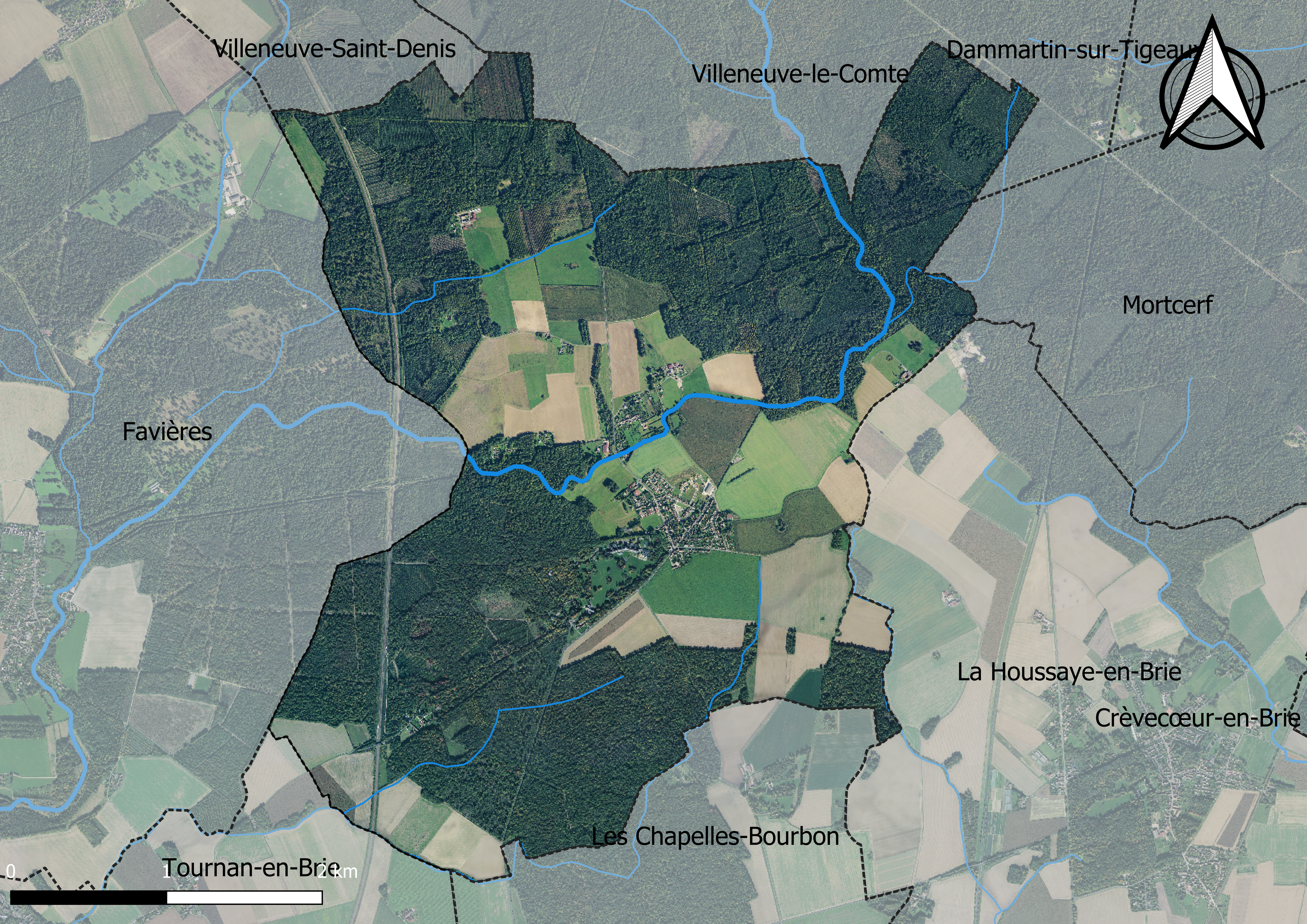
Carte orhophotogrammétrique de la commune.

### Planification
La commune disposait en 2019 d'un plan local d'urbanisme approuvé. Le zonage réglementaire et le règlement associé peuvent être consultés sur le Géoportail de l'urbanisme.

### Logement
En 2017, le nombre total de logements dans la commune était de 406 dont 71,1 % de maisons (maisons de ville, corps de ferme, pavillons, etc.) et 28,2 % d'appartements.
Parmi ces logements, 91,9 % étaient des résidences principales, 0,8 % des résidences secondaires et 7,2 % des logements vacants.
La part des ménages fiscaux propriétaires de leur résidence principale s'élevait à 75,6 % contre 21 % de locataires dont, 0,3 % de logements HLM loués vides (logements sociaux) et, 3,4 % logés gratuitement.

### Voies de communication et transports

#### Routes et pistes cyclables
Le territoire communal est desservi par :
- la RD 96, qui traverse le village et rejoint la N 4 au sud et Villeneuve-le-Comte au nord ;
- quatre routes communales vers la N 36 à l'est, Les Chapelles-Bourbon au sud, Tournan-en-Brie au sud-ouest, Favières à l'ouest.

La commune ne possède pas de piste cyclable.

#### Transports en commun
La commune est desservie par la ligne de bus suivante :
- ligne 3109 du réseau de bus du Pays Briard.

La commune se situe à proximité de :
- la gare de Marles-en-Brie de la ligne P du Transilien ;
- la gare de Tournan, terminus de la ligne E du RER et gare de passage de la ligne P.

## Toponymie
Attesté sous la forme Novum Monasterium en 1210, du latin Novum (nouveau) et Monasterium (monastère) au pluriel.
La Brie est la région naturelle située dans la partie orientale du bassin parisien, entre les vallées de la Marne, de l'Orge, de la Seine et la côte d'Île-de-France.

## Histoire
- Si vous ne connaissez pas le sujet, laissez ce bandeau (vous pouvez alors contacter les auteurs).
- Si vous supprimez le contenu mis en cause (vous pouvez préalablement contacter les auteurs),

argumentez précisément cette suppression dans la page de discussion
(un manque de référence n'est pas un argument ; une recherche réelle de référence doit avoir été effectuée, être formellement documentée).
Comme son nom l'indique, Neufmoutiers ("Novum Monasterium") fut peut-être occupé un temps, au Moyen Âge, par des moines, qui se chargeaient de la déforestation et de l'assèchement des marais, pour une mise en culture des terres[réf. nécessaire]. Une grande partie de ce qui est aujourd'hui la Seine-et-Marne fut rendue fertile par des moines itinérants[réf. nécessaire].
Mais le village fut occupé par l'homme bien avant cela : une hache en pierre taillée fut trouvée au lieu-dit "Le Bois Breton"; un menhir se dressait encore au début du XXe siècle  au lieu-dit "Les Masselins"; les traces d'un oppidum gaulois (un fort militaire) furent repérées par avion entre Neufmoutiers et la commune de La Houssaye-en-Brie sur une zone autrefois marécageuse, surveillant la frontière entre le territoire des meldes et celui des Parisii (le village et ses hameaux se trouvent entièrement en zone melde)[réf. nécessaire].
La construction de l'église est incertaine : aux alentours de 1700 ? Mais elle remplaça un plus ancien bâtiment, construit aux alentours de 1300, selon la plus ancienne présence connue d'un curé dans le village, dont la tombe est visible en ce lieu, ainsi que celle d'un noble de la même époque, nommé Gilles d'Esgrefins, dont la relation avec l'actuelle ferme des Égrefins, ancien relais de diligence, nous est inconnue. Sur la droite du chœur de l'église se trouve dans le mur une niche qui protège le cœur d'une noble Dame[réf. nécessaire].
Les seigneurs de Neufmoutiers vécurent d'abord au château de Bellevue (qui devint une ferme en 1751).
Le 15.10.1729 y mourut (propriétaire des lieux) Jules de Gravel, Marquis de Marly __ambassadeur extraordinaire en Suisse en 1684, en Allemagne de 1687 à 1689, en Pologne de 1689 à 1691, et dont la tombe se trouve aussi dans l'église.
En 1736 sont érigés dans le village deux piloris de justice, détruits en 1790[réf. nécessaire].
Le "château du chemin", bâti au XVIIIe siècle, appartenait en 1870 à Alexandre Singer, fils de David Singer, et fut occupé par des soldats allemands, qui y organisèrent un grand banquet en l'honneur de la création de l'Empire allemand, vidèrent ses caves, et invitèrent par télégraphe son propriétaire (réfugié à Versailles) à venir partager le repas[réf. nécessaire].
Lors de la seconde guerre mondiale un camp de prisonniers fut créé dans les bois bordant le lieu-dit Le Bois Breton. Y vécurent une cinquantaine d'anciens combattants espagnols républicains (leur tâche fut de couper du bois), et quelques soldats allemands.
Un résident du Bois Breton, d'origine espagnole lui aussi, eut l'idée saugrenue de braconner aux alentours du camp, armé d'un fusil de chasse (ils avaient tous théoriquement été confisqués aux civils en 1940).
Lorsque les soldats allemands le virent s'avancer vers eux armé, ils l'abattirent sans sommation (source : trois témoins français, dont le propriétaire du fusil)[réf. nécessaire].

## Politique et administration

### Rattachements administratifs et électoraux
La commune se trouvait de 1801 à 1926 dans l'arrondissement de Coulommiers, avant d'intégrer cette année là l'arrondissement de Melun du département de Seine-et-Marne. Depuis 2006, elle est intégrée dans l'arrondissement de Provins
Pour l'élection des députés, elle fait partie depuis 1958 de la quatrième circonscription de Seine-et-Marne.
Neufmoutiers-en-Brie faisait partie depuis 1801 canton de Rozay-en-Brie, dont elle était la commune la plus peuplée. Dans le cadre du redécoupage cantonal de 2014 en France, la commune est désormais rattachée au canton de Fontenay-Trésigny..
La commune relève en 2015 du tribunal d'instance, du  tribunal de grande instance, du tribunal pour enfants, du conseil de prud'hommes et du tribunal de commerce de Meaux  de la cour d'assises de Melun et de la cour d'appel de Paris.
Dans l'ordre administratif la commune se trouve dans le ressort du tribunal administratif de Melun et de la cour administrative d'appel de Paris.

### Intercommunalité
Neufmoutiers-en-Brie faisait partie de la communauté de communes du Val Bréon (CCVB), créée en janvier 1995.
Dans le cadre des dispositions de la loi portant nouvelle organisation territoriale de la République (Loi NOTRe) du 7 août 2015, qui prévoit que les établissements publics de coopération intercommunale (EPCI) à fiscalité propre doivent avoir un minimum de 15 000 habitants (et 5 000 habitants en zone de montagnes), le préfet de Seine-et-Marne a approuvé un nouveau schéma départemental de coopération intercommunale (SDCI) qui prévoit notamment la fusion de la  communauté de communes de la Brie boisée (CCBB), de la communauté de communes du Val Bréon et de la communauté de communes les Sources de l'Yerres (CCSY), avec rattachement de la commune de Courtomer.
Malgré d'importantes tensions entre les présidents de la CCVB et la CCCB, cette fusion intervient le 1er janvier 2017 et la commune est désormais membre de la communauté de communes du Val Briard.
En 2018, la commune est également membre des syndicats intercommunaux suivants :
- Syndicat intercommunal à vocation unique transport scolaire d'Ozoir-la-Ferrière (gestion des transports scolaires pour le lycée de Roissy-en-Brie) ;
- S.I.A.E.P.B.B. : Syndicat Intercommunal d'Alimentation en Eau Potable de la Brie Boisée ;
- Syndicat mixte fermé Centre Brie pour l'assainissement non collectif
- S.D.E.S.M. : Syndicat départemental des énergies de Seine-et-Marne
- Syndicat mixte fermé aménagement et l'entretien de la Marsange
- S.M.A.B. : Syndicat mixte fermé syndicat mixte d'assainissement des boues
- S.y.A.G.E. : Syndicat Mixte pour l'Assainissement et la Gestion des Eaux du bassin versant de l'Yerres

### Tendances politiques et résultats
Longtemps marquée par les rapports sociaux découlant de la propriété foncière, la Seine-et-Marne est, de manière générale, un département de tradition plutôt conservatrice, même si elle a été rapidement, sous la Troisième République, gagnée aux idées républicaines. Cette tradition conservatrice se manifeste notamment dans les arrondissements ruraux de Seine-et-Marne, où sont régulièrement élus des candidats issus des partis de droite.

### Liste des maires
Depuis 1945, 7 maires se sont succédé à Neufmoutiers-en-Brie :
| Période                                  | Période      | Identité              | Étiquette | Qualité |
| ---------------------------------------- | ------------ | --------------------- | --------- | --- |
| Les données manquantes sont à compléter. |              |                       |           | |
| ?                                        | 1879         | Alexandre Singer      |           | agent de change, propriétaire du château du Chemin |
| 1879                                     | 1908         | Louis Singer          |           | banquier, propriétaire du château du Chemin |
| 1908                                     |              | Alexandre Singer      |           | propriétaire du château du Chemin |
|                                          |              |                       |           | |
| avril 1945                               | octobre 1947 | Camille Laurent       |           | |
| octobre 1947                             | mars 1965    | Léon Sendron          |           | |
| mars 1965                                | mars 1971    | Pierre Montenat       |           | |
| mars 1971                                | mars 1989    | Laurent Sendron       |           | |
| mars 1989                                | avril 2015   | Jean-Jacques Barbaux, | UMP → LR  | Juriste, proviseur retraité Conseiller général de Rozay-en-Brie (1998 → 2015) Conseiller départemental de Fontenay-Trésigny (2015 → 2018) Président du conseil départemental de Seine-et-Marne (2015 → 2018) Président de la Communauté de communes du Val Bréon (2008 → 2016) Président de la Communauté de communes du Val Briard (2017 → 2018) Président de l'Union des maires 77 (2014 → 2015) Démissionnaire à la suite de son élection comme président du conseil départemental |
| avril 2015                               | mars 2020    | Bernard Carmona       |           | |
| 15 mars 2020                             | En cours     | Ludovic Pouillot      |           | Consultant-Formateur |

### Politique environnementale
La collecte et la valorisation des déchets ménagers de la commune est assurée par le syndicat intercommunal d'enlèvement et de traitement des ordures ménagères de la région de Tournan-en-Brie (SIETOM), qui exploite[Quand ?] au total cinq déchetteries, une usine de tri des déchets à Tournan-en-Brie et une usine de valorisation des ordures ménagères à Ozoir-la-Ferrière. Les déchetteries les plus proches sont celles de Gretz-Armainvilliers (ouverte en 2002) et de Fontenay-Trésigny (ouverte en 2005)[réf. nécessaire].
La station d'épuration installée sur la Marsange, qui était obsolète en 1996, a été reconstruite en 2000 pour 1 800 équivalent-habitant. Le village et le hameau des Trois Maisons sont raccordés à l'assainissement collectif. Le reste du territoire communal est encore en assainissement non collectif.

### Jumelages
La commune de Neufmoutiers-en-Brie n'est jumelée[Quand ?] avec aucune autre commune.

## Équipements et services

### Eau et assainissement
L’organisation de la distribution de l’eau potable, de la collecte et du traitement des eaux usées et pluviales relève des communes. La loi NOTRe de 2015 a accru le rôle des EPCI à fiscalité propre en leur transférant cette compétence. Ce transfert devait en principe être effectif au 1er janvier 2020, mais la loi Ferrand-Fesneau du 3 août 2018 a introduit la possibilité d’un report de ce transfert au 1er janvier 2026,.

#### Assainissement des eaux usées
En 2020, la commune de Neufmoutiers-en-Brie gère le service d’assainissement collectif (collecte, transport et dépollution) en régie directe, c’est-à-dire avec ses propres personnels.
L’assainissement non collectif (ANC) désigne les installations individuelles de traitement des eaux domestiques qui ne sont pas desservies par un réseau public de collecte des eaux usées et qui doivent en conséquence traiter elles-mêmes leurs eaux usées avant de les rejeter dans le milieu naturel. Le Syndicat mixte Centre Brie pour l'ANC (SMCBANC) assure pour le compte de la commune le service public d'assainissement non collectif (SPANC), qui a pour mission de vérifier la bonne exécution des travaux de réalisation et de réhabilitation, ainsi que le bon fonctionnement et l’entretien des installations,.

#### Eau potable
En 2020, l'alimentation en eau potable est assurée par le SMAEP de la Brie Boisée qui en a délégué la gestion à l'entreprise Suez, dont le contrat expire le 31 mai 2023,,.

## Population et société

### Démographie
L'évolution du nombre d'habitants est connue à travers les recensements de la population effectués dans la commune depuis 1793. Pour les communes de moins de 10 000 habitants, une enquête de recensement portant sur toute la population est réalisée tous les cinq ans, les populations de référence des années intermédiaires étant quant à elles estimées par interpolation ou extrapolation. Pour la commune, le premier recensement exhaustif entrant dans le cadre du nouveau dispositif a été réalisé en 2008.

En 2022, la commune comptait 1 277 habitants, en évolution de +25,2 % par rapport à 2016 (Seine-et-Marne : +3,92 %, France hors Mayotte : +2,11 %).
| 1793 | 1800 | 1806 | 1821 | 1831 | 1836 | 1841 | 1846 | 1851 |
| ---- | ---- | ---- | ---- | ---- | ---- | ---- | ---- | ---- |
| 366  | 381  | 405  | 380  | 431  | 422  | 388  | 370  | 386  |

| 1856 | 1861 | 1866 | 1872 | 1876 | 1881 | 1886 | 1891 | 1896 |
| ---- | ---- | ---- | ---- | ---- | ---- | ---- | ---- | ---- |
| 390  | 409  | 411  | 386  | 379  | 351  | 404  | 380  | 351  |

| 1901 | 1906 | 1911 | 1921 | 1926 | 1931 | 1936 | 1946 | 1954 |
| ---- | ---- | ---- | ---- | ---- | ---- | ---- | ---- | ---- |
| 316  | 299  | 300  | 256  | 231  | 270  | 358  | 369  | 425  |

| 1962 | 1968 | 1975 | 1982 | 1990 | 1999 | 2006 | 2008  | 2013 |
| ---- | ---- | ---- | ---- | ---- | ---- | ---- | ----- | ---- |
| 524  | 555  | 584  | 771  | 745  | 854  | 977  | 1 007 | 921  |

| 2018  | 2022  | - | - | - | - | - | - | - |
| ----- | ----- | - | - | - | - | - | - | - |
| 1 162 | 1 277 | - | - | - | - | - | - | - |

### Enseignement
La commune de Neufmoutiers-en-Brie est située dans l'académie de Créteil.
Le groupe scolaire Daniel-Balavoine accueille depuis décembre 1994, les enfants de la commune à l'école maternelle et élémentaire avec cantine, étude surveillée, centre aéré et garderie péri-scolaire intégrés
La commune est rattachée au collège Jean-Baptiste-Vermay de Tournan-en-Brie, qui a été entièrement rénové et agrandi de plus de 2 500 m2 en 2014, fait partie des plus grands collèges de Seine-et-Marne, ainsi qu'au lycée polyvalent Clément-Ader de Tournan-en-Brie.

### Santé
Les hôpitaux les plus proches sont la clinique privée de Tournan-en-Brie et le centre hospitalier de Marne-la-Vallée.
Le Centre médical et pédagogique pour adolescents (CMPA) de Neufmoutiers-en-Brie est un établissement sanitaire géré par la Fondation Santé des étudiants de France, qui dispose de 203 lits et places accueille des adolescents de 11 à 25 ans dans le cadre d’un double projet soins-études. Le centre dispose d'une école de formation sanitaire et sociale.

### Sécurité

#### Police - Gendarmerie
La commune de Neufmoutiers-en-Brie dépend de la gendarmerie de Mortcerf.

#### Sapeurs-Pompiers
Fontenay-Trésigny dispose d'un nouveau centre d'intervention et de secours inauguré en mai 2013 et situé en périphérie d'agglomération à l'extrémité de la rue Bertaux.
Tournan-en-Brie dispose également d'un centre d'intervention et de secours.

### Sports

#### Activités
La commune compte deux associations sportives. Les communes limitrophes comptent également de nombreuses associations sportives couvrant de multiples sports.
La commune est adhérente au syndicat intercommunal de la piscine de Fontenay-Trésigny.

#### Équipements sportifs
La commune dispose du stade municipal Guy-Sgard, d'un petit terrain pour le basket et d'un court de tennis.

### Médias
Le quotidien régional Le Parisien, dans son édition locale Seine-et-Marne, ainsi que le bi-hebdomadaire Le Pays briard relatent les informations locales.
La commune est en outre dans le bassin d’émission des chaînes de télévision France 3 Paris Île-de-France Centre et d'IDF1.
L’information institutionnelle est assurée par plusieurs publications périodiques : le journal de la communauté de communes du Val Bréon ; Seine-et-Marne Magazine, mensuel diffusé par le conseil général de Seine-et-Marne et le Journal du Conseil régional, bimensuel diffusé par le conseil régional d'Île-de-France. La commune publie le bulletin semestriel Le Petit Journal de Neufmoutiers en Brie et le papier bimestriel INFO MAIRIE

### Cultes
La commune de Neufmoutiers-en-Brie fait partie de la paroisse catholique « Pôle missionnaire de Val d'Europe » au sein du diocèse de Meaux. Elle dispose de l'église Saint-Leu-et-Saint-Gilles et du monastère Notre-Dame-de-la-Visitation la Fortelle.

### Manifestations culturelles et festivités
Chaque année à lieu la fête du village le premier week-end de septembre à l'occasion de la Saint-Gilles saint patron de Neufmoutiers.
Chaque année se tiennent dans la commune les commémorations de la victoire du 8 mai 1945 et de l'armistice du 11 novembre 1918.
Les vœux du maire se tiennent en janvier de chaque année. Des brocantes sont régulièrement organisées.
Les associations locales organisent régulièrement des activités au sein de la commune.

## Économie

### Revenus de la population et fiscalité
En 2017, le nombre de ménages fiscaux de la commune était de 379, représentant 999 personnes et la  médiane du revenu disponible par unité de consommation  de 26 060 euros.

### Emploi
En 2017 , le nombre total d’emplois dans la zone était de 414, occupant 572 actifs  résidants.
Le taux d'activité de la population (actifs ayant un emploi) âgée de 15 à 64 ans s'élevait à 71,7 % contre un taux de chômage de 5,8 %.
Les 22,5 % d’inactifs se répartissent de la façon suivante : 16,9 % d’étudiants et stagiaires non rémunérés, 3,2 % de retraités ou préretraités et 2,4 % pour les autres inactifs.

### Entreprises et commerces
En 2018, le nombre d'établissements actifs était de 48 dont 3 dans l’industrie manufacturière, industries extractives et autres, 5 dans la construction, 17 dans le commerce de gros et de détail, transports, hébergement et restauration, 1 dans l’Information et communication 1 dans les activités financières et d'assurance, 2 dans les activités immobilières, 12 dans les activités spécialisées, scientifiques et techniques et activités de services administratifs et de soutien, 4 dans l’administration publique, enseignement, santé humaine et action sociale et 3  étaient relatifs aux autres activités de services.
Le Centre Médical et Pédagogique pour Adolescents est le plus important acteur économique de la commune.
En 2019, 13 entreprises ont été créées sur le territoire de la commune, dont 8 individuelles.
Au 1er janvier 2020, la commune ne disposait pas d’hôtel et de terrain de camping.

#### Agriculture
Neufmoutiers-en-Brie est dans la petite région agricole dénommée la « Brie boisée », une partie de la Brie autour de Tournan-en-Brie. En 2010, l'orientation technico-économique de l'agriculture sur la commune est la polyculture et le polyélevage.
Si la productivité agricole de la Seine-et-Marne se situe dans le peloton de tête des départements français, le département enregistre un double phénomène de disparition des terres cultivables (près de 2 000 ha par an dans les années 1980, moins dans les années 2000) et de réduction d'environ 30 % du nombre d'agriculteurs dans les années 2010. Cette tendance se retrouve au niveau de la commune où le nombre d’exploitations est passé de 8 en 1988 à 5 en 2010. Parallèlement, la taille de ces exploitations augmente, passant de 50 ha en 1988 à 51 ha en 2010.
Le tableau ci-dessous présente les principales caractéristiques des exploitations agricoles de Neufmoutiers-en-Brie, observées sur une période de 22 ans : 
|                                      | 1988 | 2000 | 2010 |
| ------------------------------------ | ---- | ---- | ---- |
| Dimension économique,                |      |      |      |
| Nombre d’exploitations (u)           | 8    | 8    | 5    |
| Travail (UTA)                        | 15   | 8    | 6    |
| Surface agricole utilisée (ha)       | 403  | 266  | 256  |
| Cultures                             |      |      |      |
| Terres labourables (ha)              | 324  | 233  | 223  |
| Céréales (ha)                        | 225  | s    | s    |
| dont blé tendre (ha)                 | 91   | 102  | s    |
| dont maïs-grain et maïs-semence (ha) | 111  | 92   | s    |
| Tournesol (ha)                       | s    |      |      |
| Colza et navette (ha)                | s    |      |      |
| Élevage                              |      |      |      |
| Cheptel (UGBTA)                      | 144  | 126  | 122  |

Le territoire fait l’objet d’exploitations peu diversifiées, principalement consacrées à la culture des céréales et de la betterave sucrière. L'agriculture fut historiquement la principale activité économique. Le village, avec le développement de la mécanisation, a connu l'exode de sa population rurale.
Le recensement agricole 2010 fait état de cinq exploitations agricoles en activité ayant leur siège dans la commune contre huit en 2000 et en 1988. La superficie agricole utilisée a fortement décru de 403 hectares à 266 hectares puis 256 hectares.

## Culture locale et patrimoine

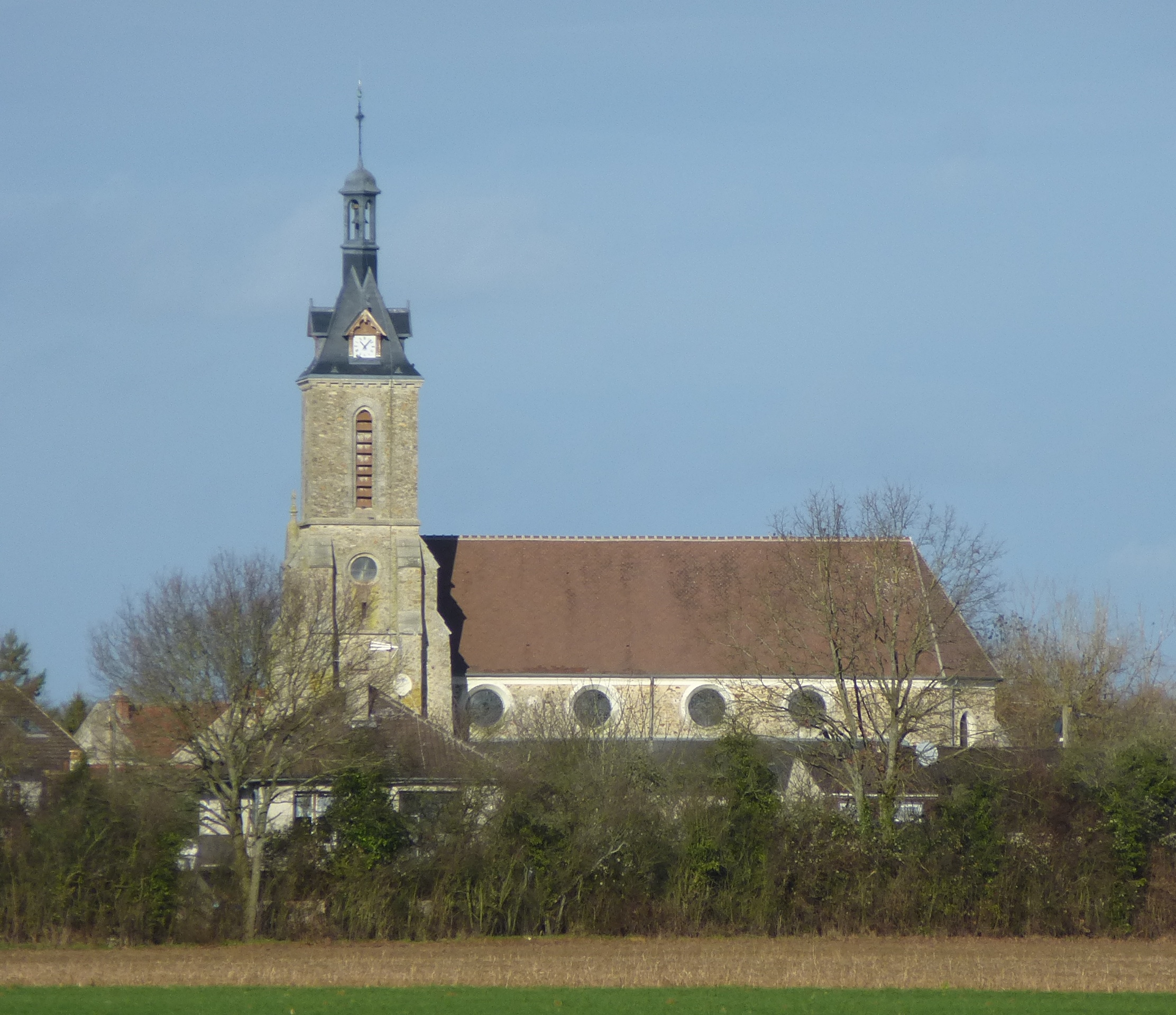
L'église Saint-Leu-et-Saint-Gilles - cloche de l'église sonnant 18 h : Fichier:Neufmoutiers-en-Brie - Cloche de l'église Saint-Leu-et-Saint-Gilles.ogg

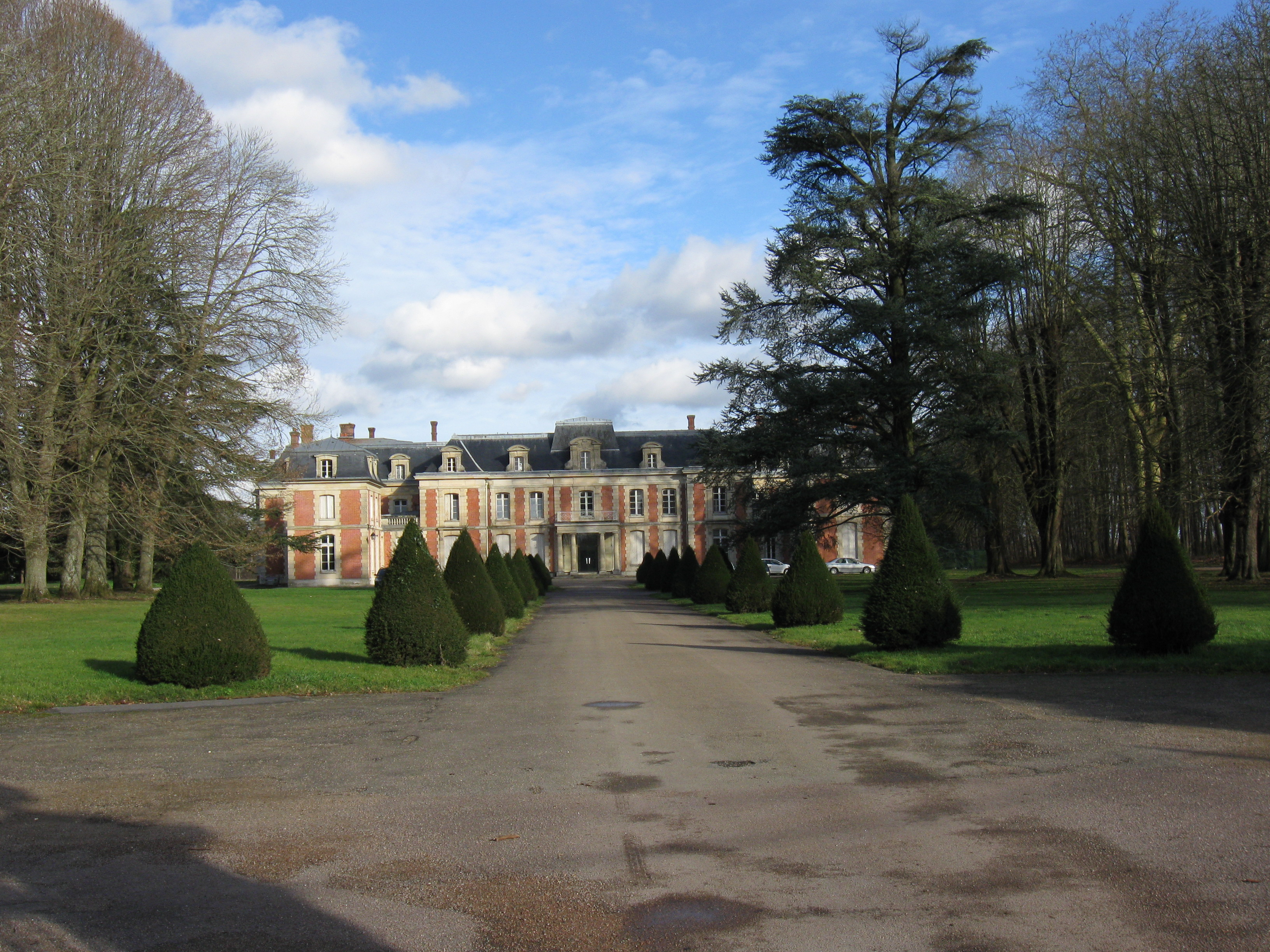
Le château du Chemin.

### Lieux et monuments
- L'église placée sous le vocable de Saint-Leu-et-Saint-Gilles, XIIIe siècle, reconstruite en 1749 et restaurée en 1879.
- Le château du Chemin, XIXe siècle.

La comtesse Stern Singer fit don, vers 1950 (après la disparition de son fils, mort de la tuberculose) du château du Chemin à une fondation d’anciens combattants afin d’y construire un sanatorium.
L'architecte Louis Sainsaulieu construisit en 1955, à côté du château, le Centre Médical et Pédagogique pour Adolescents (Les Lycéens) offrant au même endroit, des soins médicaux et un suivi scolaire.

- La commune est traversée par le sentier de grande randonnée 14 (GR 14).
- Château de la Bourbelle

### Équipements culturels
La commune dispose d'une bibliothèque (ouverture mercredi et samedi) ainsi que d'une salle des fêtes (capacité 100 places).

### Personnalités liées à la commune
- Émile Goué (1904-1946),  compositeur français est mort au sanatorium de Neufmoutiers.
- Gérard Courant (1951), cinéaste français a passé un an et demi (du 4 janvier 1966 au 31 juillet 1967) au sanatorium Les Lycéens et a réalisé un court métrage, Un lycéen à Neufmoutiers-en-Brie, qui raconte son séjour.

### Héraldique, logotype et devise

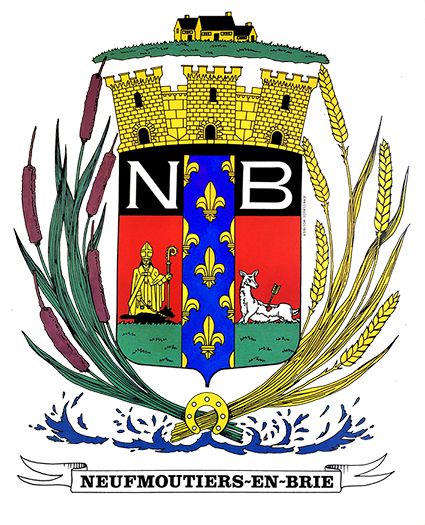

Le blason a été adopté un mois après sa présentation à la mairie, soit le 8 novembre 1989. Il est ainsi le premier blason que Jean-Claude Molinier a réalisé en Seine-et-Marne, où il est arrivé le 27 septembre 1989.
Le rouge est toujours la référence de la Brie. Saint Leu est le premier saint patron de la commune. La biche représente saint Gilles le chasseur qui a blessé une biche ; cette dernière lui ayant parlé et ayant dit que ce qu'il venait de faire est une mauvaise action, le chasseur se convertit au christianisme et devint un ardent défenseur de la nature. Les fleurs de lys rappellent que Neufmoutiers-en-Brie est en Île-de-France. Les lettres sont les initiales du nom du village et leurs couleurs rappellent celle du bouleau, essence d'arbre fréquente dans les bois neufmonastériens. La couronne de tours est le symbole héraldique choisi pour les villes et les villages. Les épis de blé honorent l'agriculture et les joncs ou massettes rappellent le nom des Masselins, hameau du village. Le fer à cheval honore la ferme des Étisses où se trouve un centre équestre et les gerbes d'eau la source Laurier, eau minérale réputée.

#### Histoire
- Christian de Bartillat, Au Village de Brie, Presses du Village, 1984, 352 p.
- Frédéric-Auguste Denis, Lectures sur l'histoire de l'agriculture en Seine-et-Marne, Presses du Village, 1982, 376 p.
- André Laurent, La Seine-et-Marne autrefois, éditions Horvath, 1982, 192 p.  (ISBN 2-7171-0238-8)
- Félix Pascal, Histoire topographique, politique, physique et statistique du département de Seine-et-Marne, tome 2, Crété imprimeur, 1836, 692 p.
- René-Charles Plancke, La Vie rurale en Seine-et-Marne 1853-1953, éditions Amatteis, 1982, 256 p.
- René-Charles Plancke, Histoire de Seine-et-Marne vie paysanne, éditions Amatteis, 1986, 432 p.

#### Patrimoine architectural
- Collectif d’historiens, Le patrimoine des communes de la Seine-et-Marne - tome 2, Paris, Éditions Flohic, 2001, 1507 p. (ISBN 2-84234-100-7), « Neufmoutiers-en-Brie », p. 1342
- Manoir de Beaumarchais, Restauration du patrimoine, les monuments font leur printemps, conseil général de Seine-et-Marne, 2008, 20 p.